# Technický sníh

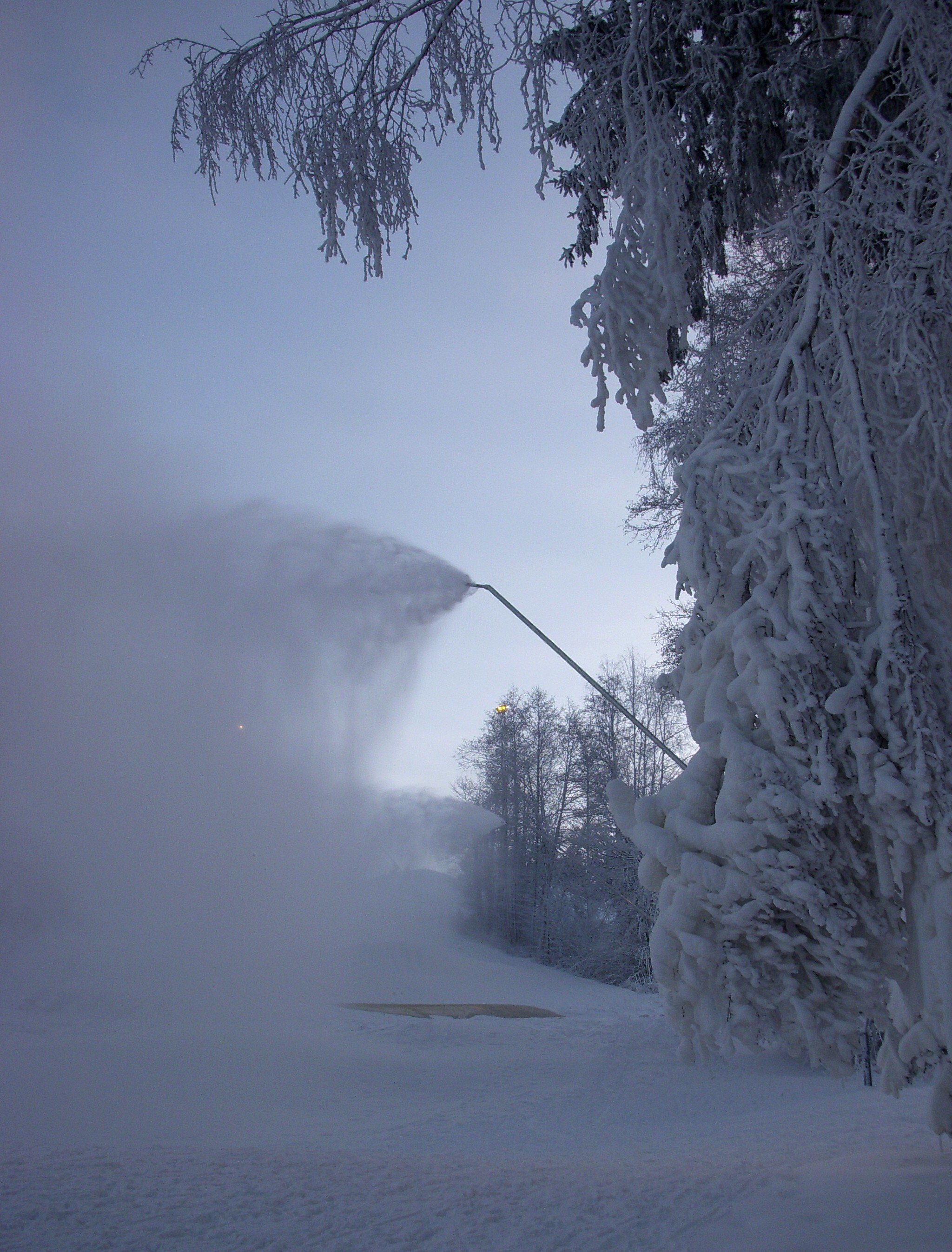
Produkce technického sněhu na lyžařské sjezdovce

Technický sníh je označení pro druh sněhu, který vzniká cílenou lidskou činností. Stejně tak, jako přírodní sníh, i technický sníh sestává z vody a vzduchu. Většinou je využíván na umělé zasněžování lyžařských sjezdovek v oblastech, kde je nedostatečný přísun přírodního sněhu. K jeho výrobě se používá sněžné dělo, speciální zařízení umožňující zmrznutí velkého množství vody v krátkém čase.
Občas se pro technický sníh nesprávně používá termín umělý sníh (anglicky artificial snow), nicméně termín umělý sníh správně označuje výrobek z plastu, konkrétně ze superabsorpčních polymerů, a je využíván většinou pro divadelní či filmové účely.
I když je technický sníh vyráběn převážně jen z vody a vzduchu, může mít jeho využívání negativní ekologické dopady na životní prostředí. Je to dáno postupnými změnami, kterými technický sníh na okolí působí. Technický sníh má totiž rozdílné fyzikální i chemické složení, než přírodní sníh. Jedná se například o změny pH, jelikož použitá voda na tvorbu sněhu nemusí mít shodné pH s vodou srážkovou, která by jinak obvykle oblast zavodňovala. Používaná voda je většinou alkaličtější. Dříve se ve snaze dosáhnout lepší kondenzace technického sněhu do jeho vzniku zapojoval dusičnan amonný či fragmenty bakterií, což způsobovalo eutrofizaci oblasti. Dnešní technologie již žádné příměsi oficiálně nepoužívají. Přesto v roce 2019 je místy chemické znečištění přítomno. Současně vlivem zvýšené tepelné vodivosti může akumulace technického sněhu způsobovat promrzání půdy a tím změnu ve fenologii rostlin. Používání technického sněhu na lokalitě ve výsledku mění druhovou skladbu, která není charakteristická pro danou oblast.